# اوونیر
اوونیر (به انگلیسی: "Future") یک روزنامه ایتالیایی است که وابسته به کلیسای کاتولیک بوده و مقر آن در میلان است.

## تاریخچه و مشخصات
اوونیر در سال ۱۹۶۸ در میلان از طریق ادغام دو روزنامه کاتولیکی تأسیس شد: آینده ایتالیا از بولونیا و ایتالیا از میلان. دفتر مرکزی این روزنامه در میلان و ارگان جناح مترقی شورای اول واتیکان است. پاپ پل ششم به شدت از این روزنامه حمایت کرد و خواهان یک رسانه فرهنگی مشترک برای کاتولیک‌های ایتالیایی بود. اوونیر در پیشینه خود این ویژگی ارتقای فرهنگی را حفظ کرده است، علیرغم فشارهایی که برای تطبیق خود با نیازهای یک جامعه در حال رشد وجود دارد. به عنوان مثال، در اواسط دهه ۱۹۹۰، تحت سردبیری دینو بوفو، این روزنامه پوشش مطالب خود را در زمینه جامعه مدنی افزایش داد و بخش‌هایی از روزنامه که به بحث فرهنگی اختصاص داشت، گسترش داد.
در فوریه ۱۹۹۶، ابتکارات جدیدی آغاز شد، دو هفته‌نامه با نام «پوپوتوس» منتشر شد که منحصراً به جوانان اختصاص داشت، در سال ۱۹۹۸، یک نسخه اینترنتی آن شروع به کارکرد.
در۷ مارس ۲۰۰۲، اوونیر تغییر عمده‌ای را در قالب و محتوا تجربه کرد. از آن زمان، تعدادی موضوعات جدید (دربارهٔ شغل و اشتغال) گنجانده شد، از جمله "è vita" (دربارهٔ اخلاق زیستی)، و "Agorà domenica" (دربارهٔ فرهنگ).
این نوآوری‌ها منجر به افزایش مداوم تیراژ آن شده است وبا توجه به کاهش عمومی فروش سایر روزنامه‌های ایتالیایی نکته قابل توجهی است. میانگین تعداد نسخه‌های فروخته شده هر روز در فوریه ۲۰۰۵، ۱۰۳۰۰۰نسخه بود. از سال ۲۰۲۴، مارکو ژیراردو سردبیر روزنامه شد.
این روزنامه متعلق به کنفرانس اسقف‌های ایتالیا است.

## تیراژ
در سال ۱۹۹۷ تیراژ اوونیر ۹۴۷۰۰ نسخه بود. تیراژ آن در سال ۲۰۰۴، ۹۷۹۳۴ نسخه شد. این روزنامه در سال ۲۰۰۸ تیراژ خود را ۱۹۵۸۱۲ نسخه کرد. در سال ۲۰۰۹ تیراژ روزنامه به ۱۰۶۳۰۶ نسخه و ۱۰۶۹۲۸ نسخه در سال ۲۰۱۰ رسید.